# Horní Jelení
Horní Jelení település Csehországban, a Pardubicei járásban. Horní Jelení Čermná nad Orlicí, Borohrádek, Ostřetín, Jaroslav, Dobříkov, Veliny, Újezd u Chocně és Týnišťko településekkel határos. Lakosainak száma 2124 fő (2024. január 1.).

## Népesség
A település lakosságának változását az alábbi diagram mutatja:
| Lakosok száma | 2156 | 2220 | 2340 | 1956 | 1757 | 1685 | 2031 | 2058 | 2070 | 2124 |
|               | 1869 | 1890 | 1921 | 1950 | 1980 | 2001 | 2017 | 2019 | 2022 | 2024 |